# Campionati del mondo di atletica leggera 2003 - Marcia 20 km femminile

## Classifica finale
| Pos                  | Atleta                      | Tempo   | Note |
| -------------------- | --------------------------- | ------- | ---- |
| 1                    | Elena Nikolaeva (RUS)       | 1:26:52 | CR   |
| 2                    | Gillian O'Sullivan (IRL)    | 1:27:34 |      |
| 3                    | Valentina Tsybulskaya (BLR) | 1:28:10 | NR   |
| 4                    | Tatyana Gudkova (RUS)       | 1:28:53 |      |
| 5                    | Claudia Ștef (ROU)          | 1:29:09 | PB   |
| 6                    | Rossella Giordano (ITA)     | 1:29:14 | SB   |
| 7                    | Athanasia Tsoumeleka (GRE)  | 1:29:34 | NR   |
| 8                    | Melanie Seeger (GER)        | 1:29:44 | NR   |
| 9                    | Susana Feitor (POR)         | 1:30:15 |      |
| 10                   | Elisa Rigaudo (ITA)         | 1:30:34 | SB   |
| 11                   | Jane Saville (AUS)          | 1:30:51 | SB   |
| 12                   | Olive Loughnane (IRL)       | 1:30:53 |      |
| 13                   | Xu Aihui (CHN)              | 1:31:34 |      |
| 14                   | Kristina Saltanovič (LTU)   | 1:32:13 |      |
| 15                   | Vera Santos (POR)           | 1:32:43 | PB   |
| 16                   | Sonata Milušauskaitė (LTU)  | 1:32:58 |      |
| 17                   | Vira Zozulya (UKR)          | 1:33:34 |      |
| 18                   | Geovana Irusta (BOL)        | 1:33:42 | AR   |
| 19                   | Fatiha Ouali (FRA)          | 1:34:01 |      |
| 20                   | Sabine Zimmer (GER)         | 1:34:08 |      |
| 21                   | Barbora Dibelková (CZE)     | 1:34:44 |      |
| 22                   | Svetlana Tolstaya (KAZ)     | 1:35:11 |      |
| 23                   | Daniela Cârlan (ROU)        | 1:36:02 |      |
| 24                   | Joanne Dow (USA)            | 1:36:32 |      |
| 25                   | Ryoko Sakakura (JPN)        | 1:38:00 |      |
| 26                   | Gabrielle Gorst (NZL)       | 1:38:51 |      |
| 27                   | Monica Svensson (SWE)       | 1:39:21 |      |
| 28                   | Teresita Collado (GUA)      | 1:41:19 |      |
| DISQUALIFIED (DSQ)   |                             |         |      |
| —                    | Song Hongjuan (CHN)         | DSQ     |      |
| —                    | Natalya Fedoskina (RUS)     | DSQ     |      |
| —                    | Mi-Jung Kim (KOR)           | DSQ     |      |
| —                    | Gao Kelian (CHN)            | DSQ     |      |
| —                    | Yuan Yufang (MAS)           | DSQ     |      |
| —                    | Kjersti Plätzer (NOR)       | DSQ     |      |
| —                    | Olga Kardopoltseva (BLR)    | DSQ     |      |
| —                    | Mari Cruz Díaz (ESP)        | DSQ     |      |
| —                    | Norica Câmpean (ROU)        | DSQ     |      |
| DID NOT FINISH (DNF) |                             |         |      |
| —                    | Rosario Sánchez (MEX)       | DNF     |      |
| —                    | Elisabetta Perrone (ITA)    | DNF     |      |
| —                    | Olimpiada Ivanova (RUS)     | DNF     |      |
| —                    | María Vasco (ESP)           | DNF     |      |
| —                    | Maria Teresa Gargallo (ESP) | DNF     |      |